# 聖埃利亞斯山脈

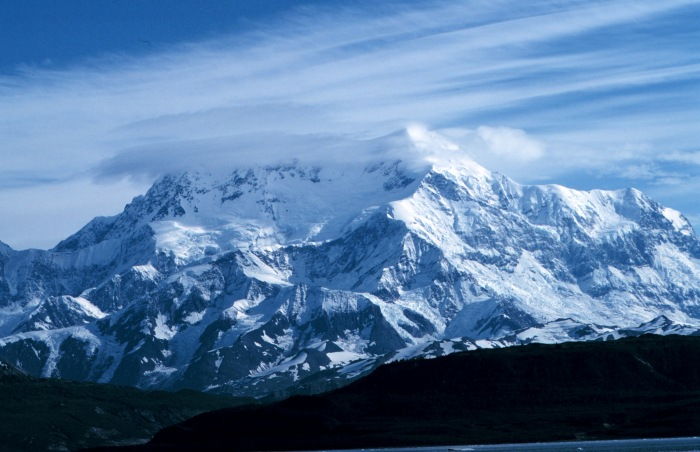

聖埃利亞斯山脈（英語：Saint Elias Mountains），是北美洲的山脈，從美國阿拉斯加東南部延伸至加拿大卑詩省，全長400公里，橫跨弗蘭格爾－聖伊萊亞斯國家公園、克魯瓦尼國家公園及保留地和冰川灣國家公園，最高點是海拔高度5,959米的洛根山。
60°30′N 139°30′W / 60.500°N 139.500°W